# Леонтій Візантійський
Леонтій Візантійський (грец. Λεόντιος του Βυζαντιου, лат. Leontius Byzantinus, бл.485 — 543) — богослов, християнський діяч; належить до групи «скіфських ченців». Його часто плутають з іншими людьми того ж імені, зокрема Леонтієм Єрусалимським.

## До питання установлення особи
До нашого часу дійшло дуже багато догматично-полемічних творів з іменем Леонтія. Однак, дуже непросто встановити, ким саме він був. Письменники — ні історики, ні богослови — VI століття (а саме до такого періоду його відносять) про Леонтія Візантійського взагалі не згадують. Навіть у Максима Ісповідника — жодного свідчення. У VII столітті про Леонтія згадує патріарх Софроній у переліку отців, котрі благочестиво навчали про Христа. Анастасій Синаїт наводить багато фрагментів з Леонтієвих творів. Але аналіз самих цих творів наводить дослідників на думку, що жив Леонтій набагато раніше. Ймовірно, у часи Юстиніана. У його творах нема згадок про V вселенський собор, нема аналізу «трьох глав», нема осудження орігеністів. Натомість його твори рясніють відомостями про Халкидонський собор, запереченнями монофізитства й несторіанства. А це для кінця VI століття вже було трохи запізнілим.
І тут з'являється ще одне важливе питання. А чому «Візантійський»? Цей додаток до імені може вказувати і на місце народження, і на місце початкової діяльності. Найбільш адекватним все ж таки визнають останнє твердження, адже у заголовку твору «Про секти» [Архівовано 10 жовтня 2008 у Wayback Machine.] Леонтій називається «візантійським схоластиком» (у цьому випадку, схоластик — учений чоловік).
Однак, незважаючи на усі, хоч і дуже скупі відомості, Леонтій мав добру філософську підготовку і був діалектиком у релігійних суперечках. В юності він був несторіанином. Але згодом його напоумили монахи, і він сам став монахом, напевно, єрусалимським. Дослідники стверджують, що були якісь причини (невідомі нам) на те, що життя Леонтія перебувало «у тіні», але його твори все ж отримали велику популярність і розповсюдження.

## Творча спадщина
Твори Леонтія збереглися у багатьох списках, найстаріший з яких припадає на ІХ-Х століття. Але слід усвідомлювати, що при відсутності чіткого знання про автора питання про його письменницьку спадщину завжди лишатиметься сумнівним і суперечливим.
Насамперед потрібно згадати книгу «Проти несторіан і євтихіан» [Архівовано 10 жовтня 2008 у Wayback Machine.]– це запис усних суперечок із єретиками. Час написання — приблизно 535 рік. У цьому творі Леонтій з‘ясовує суть основних христологічних термінів і дає їх точне тлумачення. А пізніше — пропонує позитивне розкриття православного вчення, зокрема стосовно питання про страждання і смерть Ісуса Христа. Багато знайдемо тут уривків із творів Несторія. У заключній частині — звід отцівських свідчень, твір «30 глав проти Севіра», діалог православного з автокефалом «Епілісіс».
Важливе місце серед Леонтієвих творів займає «Проти обманів аполінаристів». Суть аполінаризму — твори Аполінарія були приховані і підписані іншими іменами. Такі псевдоотцівські творіння заважали Александрійським богословам у їх догматичному сповіданні. За таких обставин розкриття і докази лжеавторства ставало гострим завданням богословської полеміки. Леонтій Візантійський у цій сфері напрацював найбільше. Тут для нас цікавою є його метода. Отож, зібравши багато матеріалу, він порівнює фрагменти псевдотворів із справжніми творами осіб, котрим приписувалися Аполінарієві творіння. І до того ж, він зіставляє ті тексти із творами учнів Аполінарія, доводячи їх схожість у змісті. Саме через такий досконалий і глибокий аналіз докази Леонтія помітно відрізняються великою точністю і переконливістю.
Друга велика група творів Леонтія — це вже не першоджерела, а переробки. До таких відносимо насамперед семитомний «Трактат проти несторіан», багатий на історичний матеріал, та книгу «Проти монофізитів» . Зрозуміти, що ці твори є пізнішими переробками, не так вже й складно. На це вказують сплутаний план, суттєві відмінності у стилі деяких частин, часте переривання тексту. До того ж, чітко видно пізніші вставки, які вказують на події і обставини пізніших часів.
Книги «Про секти» і «Схолії» записані найімовірніше з живого голосу — надзвичайно чітко видно сліди розмовної мови. За своїм змістом твір «Про секти» є систематичним зводом єресіологічного матеріалу в історичному порядку, з особливою детальністю у христологічних розділах. Пошкодженість творів Леонтія свідчить про їхню постійну використовуваність, затребуваність.

## Особливості викладу богословського матеріалу
Як полеміст і богослов, Леонтій насамперед схоласт і діалектик. Він прагне точного визначення основних понять (цього вимагала від нього його доба), намагається чітко по-філософському обґрунтувати єдину христологічну термінологію. Але своє богослов'я Леонтій ґрунтує не стільки на природному розумінні, скільки доводить його до відповідності зі Святим Писанням та писанням святих отців. Саме писання отців займають у його творчості визначне місце. Отці Церкви для нього — добрі радники Святого Духа. Саме таким пошануванням святих отців можна пояснити численні додатки до його творів, котрі складаються із отцівських писань. Дуже часто цитує він Святого Кирила і Каппадокійців. Але його любов не була сліпа — Леонтій Візантійський інколи вдавався і до конструктивної критики.
У своїй богословській роботі Леонтій керувався насамперед полемічними потребами і завданнями часу. Не був він і систематиком. А коли вибудовував систему, то лише, щоб викоренити єретичну двозначність чи багатозначність недоказаних отцівських свідчень. Ще один об'єкт його систематизування — старі визначення, які він аналізує.

## Учення
У догматичній полеміці потрібна була насамперед точність і твердість понять. У своєму христологічному слововживанні Леонтій повторює учителів IV століття, особливо каппадокійців. Леонтій розробляє поняття іпостасі, іпостасності. Все, що існує, існує у якій іпостасі. У світі духовному іпостась — це лице, котре існує саме по собі. Але Леонтій, розвиваючи своє вчення, доходить висновку, що існують не лише одно природні іпостасі, а й складні, котрі вміщують у собі кілька природ. Таке сполучення і є іпостасною єдністю.
Воплочення Слова — це таїнство і таємниця, містерія. Це виявляється в образі Боголюдини. Саме у Христі нероздільно розкривається двояке. Така єдність лиця і суб'єкта і означається єдністю Христа. Це — ім'я іпостасі. Поняття іпостасі якраз найповніше виражає єдність індивідуальності, єдність суб'єкта, єдність Христа.
Історичне значення і впливовість Леонтія саме тим і визначається, що він зробив спробу синтетично розкрити усю христологію із поняття єдиної іпостасі.
На пристойному рівні розроблене у Леонтія учення про людськість Слова. Він виходить від сотеріологічних посилань. Він вважає, що Первозданний Адам був створений із тлінної плоті. Через гріхопадіння плоть людська не стала смертною вперше, але стала помирати, можливість безсмертя була втрачена. Те, що Христос мав природу Адама, ще не свідчить, що його плоть нетлінна. Тління відходить тільки через смерть, у воскресінні. Тому для Спасителя нетління вище від природності. Вся суть зауваг Леонтія у тому, щоб підкреслити реальність тілесного життя Спасителя, здійснюваній через вільну смерть у воскресінні, коли вперше тіло Христа актуально огортається нетлінням. Нетління і безпристрасність розкривається в останні дні.
Вчення Леонтія Візантійського повністю відповідало його добі і справило великий вплив на розвиток христології у подальшому часі. Про це свідчить часте використання, цитування його творів і отцями Церкви, і їх послідовниками. 